# Лоуган (окръг, Колорадо)
Вижте пояснителната страница за други значения на Лоуган.
Окръг Лоуган (на английски: Logan County) е окръг в щата Колорадо, Съединени американски щати. Площта му е 4779 km², а населението - 21 896 души (2017). Административен център е град Стърлинг.